# Фестивал ЛилаЛо
Фестивал ЛилаЛо је музичко сценски фестивал који има за циљ промовисање стваралаштва младих. 

## О фестивалу
Фестивал је посвећен лилању, народном обичају који се везује за подручје града Лознице и Подриња. У склопу фестивала се дешавају различите форме културно-сценских наступа и манифестација. Позоришне представе, перформанси, изложбе, наступи, интерактивне радионице, биоскопске пројекије на отвореном,етно базари,концерти и журке, наступи КУД-ова и играње у колу су доступни посетиоцима за време трајање овог фестивала. 
Идеја фестивала је спајање традиционалних обичаја и савременог доба.
Први пут се овај фестивал десио у јулу 2018. године. 

## Лилање
Сам чин лилање, подразумева паљење лиле, коре младе трешње или брезе. Обичај прављења и паљења петровданских лила практокован је у сточарском становништву у западној Србији и везује се за Петровдан који се прославља 12. јула. Овај празник је посвећен светим Апостолима Петру и Павлу. Према веровању, овај чин тера зле силе и штити својим сјајем.
Овај обичај је сврстан у листу нематеријалног културног наслеђа Србије.